# دریاچه ارواح (کتاب)

طرح روی جلد نسخه آمریکایی

دریاچه ارواح داستانی نوشته دارن شان به ترجمه فرزانه کریمی از سری قصه‌های سرزمین اشباح(دهمین جلد). این کتاب در رده بندی رمان‌های تخیلی نوجوانانه، کمی ترسناک قرار دارد. جی‌کی‌رولینگ خواندن این کتاب را برای هری پاتر دوستان توصیه کرده‌است.(به عکس جلد نسخه آمریکایی دقت کنید)
ترجمه فارسی این کتاب در ۲۸۶ صفحه توسط انتشارات قدیانی(کتاب‌های بنفشه) چاپ و منتشر شده‌است.

## داستان
دارن شان شخصیتی است نیمه شبح به خاطر کمک به دوستش هاکارت مولدز به آینده سفر می‌کند و خطرات زیادی را تحمل می‌کند تا هویت اصلی او را فاش کند که او کسی نیست جز کوردا اسمالت و متوجه می‌شود که این کار دیسموند تینی است تا جان دارن شان را نجات دهد.

## عناوین و فیلمهایی با نام مشابه
از جمله فیلمهایی که با همین نام ساخته شده اند میتوان به فیلم "دریاچه ارواح" ساخته رضا جعفری جوزانی و با همکاری دکترحسام بنی اقبال (مجری طرح) که اخیراً در دست ساخت است اشاده کرد.